# Daraa
Daraa o Darʿa (en árabe: درعا‎, "fortaleza") es una ciudad del suroeste de Siria, trece kilómetros al norte de la frontera con Jordania. Es la capital de la Gobernación de Daraa, conocido en la historia como la región de Haurán. La ciudad está situada a unos 100 kilómetros al sur de Damasco.
Según la Oficina Central de Estadísticas de Siria, Daraa tiene una población de 97.969 habitantes, según el censo de 2004. Es el centro administrativo de la nahiya (subdistrito) que contiene ocho municipios y cuya población total ascendía a 146.481 habitantes en 2004. La mayoría de sus ciudadanos siguen el islam suní.
Daraa es conocida como el lugar del "estallido de la revolución" tras las protestas llevadas a cabo por el arresto de quince chicos por pintadas antigubernamentales, que llevaron a la Primavera Árabe y, consecuentemente, a la Guerra Civil Siria.

## Historia y monumentos
Daraa es una ciudad antigua que data del cananeos, se considera una de las ciudades más antiguas de Siria y está unida al folclore tradicional. Se menciona en jeroglíficos egipcios de la época del faraón Tutmosis III entre 1490 y 1436 a. C., fue conocida en esos días como la ciudad de Atharaa, y fue mencionada más tarde en el Antiguo Testamento como Edrei.
La ciudad está comunicada por vía terrestre con la carretera que conduce de Damasco a Amán y se utiliza como una estación de parada para los viajeros. En la ciudad se encuentran ruinas, cuevas y las viviendas antiguas, un anfiteatro romano, y la antigua mezquita Oumari que es de cierta importancia arquitectónica, que data de la época omeya y ayyubí. En cuanto a las afueras de Daraa, el principal punto de interés es el teatro romano de Bosra, Patrimonio de la Humanidad.

## Guerra Civil Siria

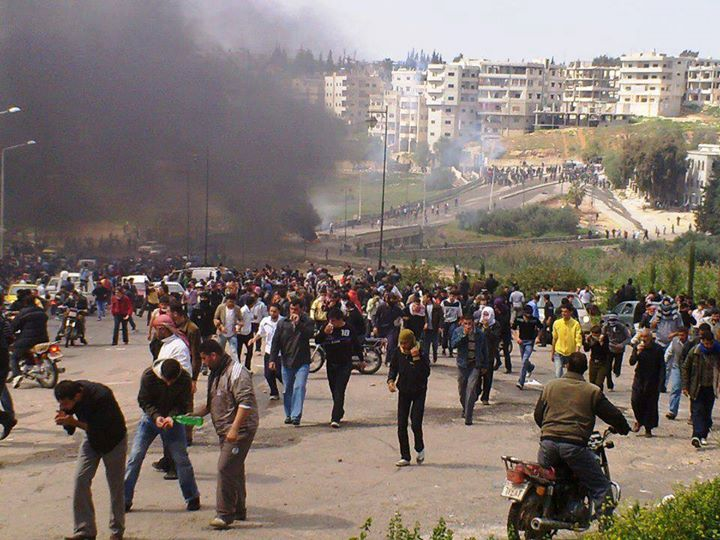
Protestas durante 2013

El 6 de marzo de 2011, unos quince estudiantes de Daraa, influenciados por la Primavera Árabe, pintan su escuela con símbolos de Libertad contra el gobierno del presidente Bashar Al-Ásad y la frase "es tu turno, doctor". El Ejército Sirio detiene a los jóvenes y se desencadenan una serie de protestas para su liberación que inician la Guerra Civil Siria en todo el país. En una de estas marchas, las fuerzas de seguridad del Gobierno matan a tres personas. Las protestas continuaron diariamente y se incendiaron la sede del partido Baath y de la empresa Syriatel, cuyo dueño es primo del presidente Bashar. Estas protestas hicieron que el gobierno marchara contra la ciudad, matando a más de 240 civiles, según la ONU.
Desde entonces, la ciudad ha quedado prácticamente dividida entre la facción rebelde, el Ejército Árabe Sirio, y la facción gubernamental. Sin embargo, el 12 de julio de 2018 se dio por finalizada la batalla de Daraa tras días de intensos enfrentamientos, que acabaron con el acuerdo de las fuerzas rebeldes de entregar la ciudad al completo al control del Gobierno.